# Ololygon skaios
Ololygon skaios é uma espécie de anfíbio da família Hylidae. Endêmica do Brasil, pode ser encontrada no estado de Goiás.